# Hysterocrates robustus
Hysterocrates robustus é uma espécie de aranha pertencente à família Theraphosidae (tarântulas).